# Ivo Plaňava
Ivo Plaňava (* 24. listopadu 1934 Brno) je český klinický psycholog, psychoterapeut, vysokoškolský učitel a autor naučné literatury. Věnuje se tématům rodinného poradenství, porozvodové terapie a interpersonální komunikace.

## Biografie
Plaňavovi rodiče nebyli univerzitně vzdělaní, ale plně ho podporovali ve studiu. Odmaturoval v roce 1953. Psychologii začal studovat na doporučení Roberta Konečného, který se přátelil s jeho strýcem. Sám Plaňava toho tehdy o psychologii tolik nevěděl a mimo Konečného doporučení ho ovlivnila kniha Břetislava Kafky Nové základy experimentální psychologie.
V roce 1958 absolvoval obor filozofie-psychologie na Univerzitě Jana Evangelisty Purkyně v Brně (tak se tehdy z politických důvodů nazývala Masarykova univerzita). Jeho významnými spolužáky byli Stanislav Kratochvíl a Vladimír Smékal, o ročník výš studoval Hugo Široký. Společně se Stanislavem Kratochvílem také absolvoval dvousemestrální studijní pobyt v Bratislavě. 
Mezi lety 1958–1961 praktikoval v psychiatrické léčebně Kroměříž v otevřeném ženském oddělení. Zde společně se Stanislavem Kratochvílem natočili několik psychologických osvětových filmů. Mezi lety 1962-1967 pracoval v Československém rozhlase, kde připravoval pořady o psychologii a tzv. hraničních oborech a spolupracoval například s Ludvíkem Vaculíkem. 
Mezi lety 1967–1970 pracoval jako odborný asistent na Filozofické fakultě Univerzity Karlovy. V roce 1968 obhájil doktorský titul. V tomto období napsal několik článků na téma brainwashingu a psychologie zločinu, i když ho před tím někteří kolegové varovali. Z katedry byl donucen odejít poté, co odmítl podepsat prohlášení schvalující invazi vojsk Varšavské smlouvy do tehdejšího Československa. Poté se vrátil do psychiatrické léčebny v Kroměříži a na malý úvazek vykonával několik dalších prací, například v pedagogicko-psychologické poradně, v manželské a rodinné poradně a v okresních a městských ústavech národního zdraví. Od roku 1982 pracoval jako vychovatel v dětském domově v Hodoníně u Kunštátu. 
Po sametové revoluci si založil soukromou poradenskou praxi. V roce 1990 se vrátil na Masarykovu univerzitu. V letech 1996–1997 byl proděkanem Filozofické fakulty Masarykovy Univerzity v Brně. Habilitoval zde v roce 1996. Roku 1997 s Ivem Možným spoluzaložil Fakultu sociálních studií Masarykovy univerzity a stal se prvním vedoucím katedry psychologie. V roce 2016 ukončil svou poradenskou praxi po více než 40 letech činnosti.